# Sandra Braz Bastos
Pour les articles homonymes, voir Bastos.
Sandra Braz Bastos, née le 1er mars 1978 à Lobão, est arbitre international de football portugaise depuis 2004.

## Biographie
Elle officie comme arbitre lors de plusieurs tournois internationaux, dont :
- le Championnat d'Europe féminin de football 2013
- le Championnat d'Europe féminin de football des moins de 19 ans 2013
- les Éliminatoires de la Coupe du monde féminine de football 2015 : zone Europe
- les Éliminatoires du Championnat d'Europe de football féminin 2017
- la Coupe du monde féminine de football des moins de 17 ans 2016
- les Éliminatoires de la Coupe du monde féminine de football 2019 : zone Europe
- l'Algarve Cup
- la Coupe du monde féminine de football des moins de 17 ans 2018
- la Coupe du monde féminine de football 2019[2]
- la Copa América féminine 2022.